# Egzopolisacharydy
Egzopolisacharydy – pozakomórkowe polimery węglowodanowe o bardzo zróżnicowanym składzie oraz właściwościach fizycznych, syntetyzowane przez mikroorganizmy i wydzielane na zewnątrz ściany komórkowej lub do środowiska pozakomórkowego.

## Podział egzopolisacharydów
Główny podział egzopolisacharydów uwzględnia strukturę powtarzającego się monomeru w polimerze. Z tego względu są one dzielone na 2 grupy: hetero- i homopolisacharydy.
Homopolisacharydy składają się z jednego rodzaju monosacharydu. Ze względu na typ struktury wyróżnia się wśród nich trzy grupy. Pierwsza grupa ma budowę liniową składającą się z takich samych jednostek. Drugą grupę stanowią liniowe polisacharydy, w których budowie można wyróżnić krótkie, boczne łańcuchy obecne na jednej lub dwóch resztach tego samego monosacharydu łańcucha głównego. Przedstawicielem tej grupy jest np. skleroglukan produkowany przez kilka rodzajów grzybów. Ostatnią grupę stanowią rozgałęzione polisacharydy, do których należy chociażby dekstran produkowany głównie przez bakterie Leuconostoc mesenteroides.
Ze względu na wiązania i charakter jednostek monomerycznych, homopolisacharydy można sklasyfikować jako α-D-glukany, β-D-glukany, fruktany i homopolisacharydy o innej budowie, jak np. poligalaktany.
Heteropolisacharydy są to polisacharydy, w których skład wchodzi więcej niż jeden rodzaj reszty cukrowej i do tej grupy należą np. alginiany.
Egzopolisacharydy zostały również sklasyfikowane przez Flemminga i Wingendera w siedmiu kategoriach na podstawie ich funkcjonalności jako: konstruktywne lub strukturalne (wspomagające zatrzymywanie wody i ochronę komórek), sorpcyjne (złożone z naładowanych polimerów), powierzchniowo czynne (w tym molekuły o charakterze amfifilowym), aktywne, informacyjne, redoks-aktywne i odżywcze.

### Przykłady egzopolisacharydów i ich podział ze względu na budowę
| Homopolisacharydy                   | Homopolisacharydy                       | Heteropolisacharydy                                                                          |
| ----------------------------------- | --------------------------------------- | -------------------------------------------------------------------------------------------- |
| Glukany                             | Glukany                                 | - alginian - gellan - kwas hialuronowy - heparyna - sukcinoglikan - ksantan - welan - ramzan |
| β-D-glukany                         | α-D-glukany                             | - alginian - gellan - kwas hialuronowy - heparyna - sukcinoglikan - ksantan - welan - ramzan |
| - celuloza - kurdlan - skleroglukan | - dekstran - elsinan - pullulan - mutan | - alginian - gellan - kwas hialuronowy - heparyna - sukcinoglikan - ksantan - welan - ramzan |
| Fruktany                            |                                         | - alginian - gellan - kwas hialuronowy - heparyna - sukcinoglikan - ksantan - welan - ramzan |
| - lewan - fruktan typu inuliny      |                                         | - alginian - gellan - kwas hialuronowy - heparyna - sukcinoglikan - ksantan - welan - ramzan |
| Inne                                |                                         | - alginian - gellan - kwas hialuronowy - heparyna - sukcinoglikan - ksantan - welan - ramzan |
| - poligalaktany                     |                                         | - alginian - gellan - kwas hialuronowy - heparyna - sukcinoglikan - ksantan - welan - ramzan |

## Budowa egozpolisacharydów
Egzopolisacharydy posiadają szkielety węglowe o dużej masie cząsteczkowej (do 300 kDa). Składają się z monocukrów, takich jak D-glukoza, D-galaktoza i D-mannoza (heksozy). Ponadto, występują cukry, takie jak ryboza, arabinoza i ksyloza (pentozy), choć rzadko. Poza tym obecne są aminocukry: D-glukozamina, D-galaktozamina lub D-mannozamina oraz kwasy cukrowe, kwas glukuronowy, galakturonowy i mannuronowy. W bakteryjnych egzopolisacharydach zidentyfikowano także organiczne składniki niecukrowe, takie jak: octany, estry, pirogroniany, ketale, bursztyniany oraz składniki nieorganiczne – fosforan i siarczan. Najczęstsze wiązania glikozydowe sekwencji monosacharydów mają postać β-1,4 lub β-1,3. Wykazują one charakterystyczną sztywność konstrukcyjną, podczas gdy inne połączenia, takie jak wiązania α-1,2 lub α-1,6 maja strukturę elastyczną. Polisacharydy pozakomórkowe są często związane i mogą również wchodzić w interakcje z innymi elementami składowymi komórki: białkami, lipidami, jonami nieorganicznymi i innymi makromolekułami.
Większość homopolisacharydów składa się z cukrów obojętnych jednakże istnieje kilka wyjątków, takich jak alginat, w którego skład wchodzi kwas polianionowy. Polimery, które należą do grupy homopolisacharydów obejmują celulozę, kurdlan, dekstran, pullulan i skleroglukan. Kurdlan i celuloza są liniowymi homopolisacharydami z β-1, 3 i β-1,4 wiązaniem glikozydowym, ale kilka innych to rozgałęzione homopolisacharydy, w tym skleroglukan zawierający wiązania β-1,3 oraz wiązania rozgałęziające β-1,6 oraz pullulan z wiązaniami α-1,3 w łańcuchu podstawowym i wiązaniami α-1, 6 tworzącymi rozgałęzienia. Mutan to rozgałęziony homopolisacharyd glukozy z wiązaniami α-1,3 połączonych z łańcuchami bocznymi wiązaniem α -1,6. Dekstran jest także rozgałęzionym homopolimerem, w którym monomery glukozy są połączone ze sobą poprzez wiązanie α-1,4. Wiązania łańcucha głównego z łańcuchami bocznymi maja postać α-1,6 lub α-1,3, rzadko α-1,2 [13]. Do tej grupy zaliczany jest także lewan, również o budowie rozgałęzionej składający się z reszt D-fruktofuranozylowych połączonych wiązaniem β-2,6, a w miejscu rozgałęzienia wiązaniem β-2,1. Elsinan to również homopolisacharyd złożony z głównie jednostek maltotriozy połączonych ze sobą wiązaniem α-1,3, ale zawierający również niewielką liczbę podobnie powiązanych jednostek maltotetrazy.
Budowa heteropolisacharydów jest bardziej złożona. W ich strukturze występują powtarzające się jednostki D-glukozy, D-galaktozy, L-ramnozy, N-acetyloglukozaminy (GlcNAc), N-acetylogalaktozaminy (GalNAc) lub kwasu glukuronowego (GlcA) oraz niekiedy podstawniki niewęglowodanowe: fosforan, acetyl i gliceryna. Przedstawicielem tej grupy jest szeroko rozpowszechniony gellan, który jest liniowym, anionowym heteropolisacharydem o prostym łańcuchu składającym się z monomerów D-glukozy, L-ramnozy i kwasu D-glukuronowego. Łańcuch jest zbudowany z powtarzającej się jednostki tetrasacharydowej o budowie: D-glukoza (β-1,4), kwas D-glukoronowy (β-1,4), D-glukoza (β-1,4) i L-ramnoza (α-1,3). Kolejnym przykładem z tej grupy jest ksantan, w którym łańcuch główny składa się z jednostek D-glukozy połączonych wiązaniem β -1,4 z łańcuchem bocznym w pozycji C3 każdej reszty glukozy. Łańcuchy boczne składają się głównie z dwóch jednostek mannozowych z pozostałością kwasu glukuronowego. Kwas hialuronowy składa się z powtarzających się jednostek disacharydów D-glukuronozylo-1,3-β-N-acetylo-D-glukozaminy powiązanych wiązaniem β-1,4. Kolejnym heteropolisacharydem jest kefiran zbudowany z podjednostek glukozy i galaktozy, w którym występują różnego rodzaju wiązania β- (1,6; 1,4; 1,2; 1,3). W porównaniu do wymienionych powyżej rozgałęzionych heteropolisacharydów, sukcinoglikan ma budowę liniową i zbudowany z jednostek glukozy oraz galaktozy połączonych na przemian wiązaniami β-1,4 i β-1,3.

## Funkcje egzopolisacharydów
Pozakomórkowe polisacharydy pełnią kluczową rolę w adaptacji mikroorganizmów do zmieniającego się otoczenia, zapewniając różnorodne korzyści, w tym między innymi: ochronę przed wysychaniem, głodem, fagocytozą, promieniowaniem UV. Matryca egzopolisacharydowa otaczająca komórki zapewnia również skuteczną barierę przeciwko reaktywnym biocydom. Ponad to egzopolisacharydy chronią komórkę przed inwazyjnymi drapieżnikami, a także sprzyjają pobieraniu składników odżywczych.
Charakterystyczną rolą fizjologiczną egzopolisacharydów jest udział w tworzeniu na stałym podłożu biofilmu, ponieważ wykazują działanie podobne do kleju, scalając ze sobą komórki. Zostało dobrze udokumentowane, że mikroorganizmy tworzące biofilm są 1000 razy bardziej odporne na związki antybakteryjne, takie jak antybiotyki i środki powierzchniowo czynne, niż komórki planktoniczne. Ponad to oprócz funkcji scalających, polimery te umożliwiają kojarzenie różnych gatunków mikroorganizmów przez zatrzymywanie produktów przemiany materii jednego gatunku, które mogą stanowić substrat dla procesów metabolicznych innego gatunku. Szczególne właściwości posiadają egzopolisacharydy cyjanobakterii, które wydzielane do środowiska pomagają zasiedlać różnorodne podłoża, takie jak gleby pustynne, pomniki skalne i tworzyć środowisko życia dla innych mikroorganizmów.
W niekorzystnych warunkach wywołanymi zmianami w środowisku jonowym, osmotycznym, pH lub w warunkach toksyczno-metalicznych, egzopolisacharydy mogą tworzyć ochronną strefę buforową wokół komórki chroniąc ją przed niekorzystnymi zmianami w jej strukturze. Taka warstwa ochronna jest szczególnie ważna m.in. dla ekstremofilów, które są w stanie przetrwać w skrajnych warunkach np. wysokiej i niskiej temperatury, wysokiego zasolenia, promieniowania, wysokiego i niskiego pH.
Zmieniające się stężenia egozpolisacharydów zapewniają różne formy ochrony od krioprotekcji i osmoprotekcji do możliwej obrony przed atakiem wirusów. W przypadku mikroorganizmów żyjących w środowisku wodnym obejmującym obszary, gdzie temperatura utrzymuje się poniżej 0 °C, podczas wzrostu lodu, egzopolisacharydy gromadzą się na granicy fazowej między lodem a solanką, zakłócają dyfuzję solanki, a tym samym zmniejszają strumień soli z napierającej powierzchni lodu. Modyfikują one również kształt i sposób rozmieszczenia komórek elementarnych lodu, poprawiając interakcje powierzchniowe i przepływ płynów. Ograniczają przy tym powstawanie kryształów lodu wewnątrz komórki oraz hamują penetrację lodu przez membrany, umożliwiając pełną aktywność metaboliczną.
Egzopolisacharydy pomagają także w zwiększeniu zdolności drobnoustrojów do kolonizacji w tkankach gospodarza, poprzez unikanie lub opóźnianie odpowiedzi obronnej ze strony układu immunologicznego. Badania nad patogenami potwierdziły, że produkcja egzopolisacharydów ułatwia zakotwiczenie mikroorganizmów do powierzchni komórek gospodarza i tworzenie rusztowań o strukturze biofilmu oraz chroni je przed antybiotykami. Ponad to egzopolisacharydy bogate w N-acetyloheksozaminy są również odpowiedzialne za właściwości patogenne mikroorganizmów.

## Biosynteza egzopolisacharydów
Biosynteza egzopolisacharydów zachodzi w różnych fazach wzrostu komórki i zależy przede wszystkim od warunków środowiskowych. Są one wytwarzane głównie wewnątrzkomórkowo i transportowane do środowiska zewnątrzkomórkowego. Wyjątek stanowią homopolisacharydy, takie jak lewan, mutan czy dekstran, które są syntetyzowane poza komórkami za pomocą enzymów wydzielanych zewnątrzkomórkowo, przekształcających substrat w polimer. W syntezie egzopolisacharydów biorą udział różne enzymy, umiejscowione w odmiennych obszarach komórki. Enzymy te zostały podzielone na cztery grupy. Pierwszą grupą, którą reprezentuje heksokinaza fosforylująca glukozę (Glc) do glukozo-6-fosforanu (Glc-6-P), są enzymy wewnątrzkomórkowe. Drugą grupę stanowią enzymy odpowiedzialne za konwersję nukleotydów. Przedstawicielem tej grupy jest pirofosforylaza urydyno-5′-difosforanowa (UDP) katalizująca przemianę Glc-1-P do UDP-Glc, która jest jedną z kluczowych cząsteczek w syntezie egzopolisacharydów. Trzecią grupą są enzymy, które przenoszą nukleotydy cukrowe do powtarzającej się jednostki przyłączonej do glikozylowego lipidu nośnikowego i nazywane są glikozylotransferazami (GTF). Ostatnia klasa enzymów zaangażowana jest w polimeryzację makrocząsteczek i wydzielana jest poza ścianę komórkową.
Prekursorami do biosyntezy egzopolisacharydów są dwufosforany nukleotydów będące związkami pośrednimi głównego metabolizmu węgla, który zaczyna się od transportu cząsteczki cukru do cytoplazmy. U bakterii Gram-ujemnych nośnikiem lipidowym do syntezy egzopolisacharydów jest fosforan undekaprenylu. Złożenie podstawowej powtarzającej się jednostki zachodzi na błonie cytoplazmatycznej i obejmuje sekwencyjny transfer prekursorów difosfonukleotydów cukrowych do izoprenoidowego nośnika lipidowego, fosforanu undekaprenylu. Po złożeniu podstawowej powtarzającej się jednostki, lipidowe produkty pośrednie są zwykle przemieszczane przez błonę i polimeryzowane na zewnątrz komórki. Następnie egzopolisacharydy mogą związać się kowalencyjnie z powierzchnią komórki lub zostać uwolnione do otoczenia. Fosforan undekaprenylu odgrywa również znaczącą rolę w biosyntezie egzopolisacharydów u bakterii Gram-dodatnich. Szlak biosyntetyczny jest podzielony na cztery oddzielne sekwencje reakcji. Są to: transport cukru do cytoplazmy, synteza fosforanów cukrów, aktywacja i sprzęganie cukrów oraz procesy związane z eksportem egzopolisacharydów.
Do biosyntezy większości homopolimerów, które składają się z jednego rodzaju monomeru węglowodanowego, używana jest tzw. droga zależna od syntazy, której przebieg ma miejsce tylko w komórce gospodarza. Kolejna możliwa biosynteza dla (głównie) homopolimerów to produkcja poprzez enzymy pozakomórkowe, takie jak dekstransukrazy lub lewanosukrazy. Enzymy te, nazywane odpowiednio dekstranami lub lewanami, rozszczepiają sacharozę (substrat pozakomórkowy) i wykorzystują energię wiązania glikozylowego do polimeryzacji polimerów glukozy lub fruktozy.
Natomiast drogi biosyntetyczne heteropolisacharydów są bardziej złożone niż drogi homopolisacharydów. Syntezę heteropolisacharydów można podzielić na trzy etapy:
1. asymilacja cukrów prostych i zamiana na pochodne nukleotydów,
2. łączenie podjednostek pentasacharydów dołączonych do transportera lipidowego, prawdopodobnie fosforanu undekaprenylu lub fosforanu izoprenoidowego,
3. polimeryzacja powtarzających się jednostek pentasacharydów i ich wydzielanie do środowiska pozakomórkowego[18].

Ze względu na różnorodność egzopolisacharydów oraz ich odmienną syntezę u różnych organizmów, nie wyjaśniono wszystkich mechanizmów produkcji tych związków, jednak najlepiej poznano je u bakterii. Wymienione poniżej szlaki zostały zilustrowane przez Rana i wsp. w artykule Microbial exopolysaccharides: Synthesis pathways, types and their commercial applications.

### Szlak zależny od syntazy
W syntezie zależnej od syntazy zarówno proces polimeryzacji, jak i translokacji jest wykonywany przez pojedyncze białko, które w niektórych przypadkach (alginat, celuloza) jest podjednostką wieloproteinowego kompleksu białek. Szlaki zależne od syntaz (glukozylotransferaz, glukanosukraz) są często wykorzystywane do łączenia homopolimerów wymagających tylko jednego rodzaju prekursora cukru. Obserwuje się to na przykład w biosyntezie kurdlanowej czy celulozowej.
Przebieg syntezy wykorzystującej obecność syntazy można przedstawić na przykładzie celulozy. Biosynteza zależna od syntazy jest potransformacyjnie regulowana przez wtórny komunikator bakteryjny c-di-GMP. Wzrost stężenia cytoplazmatycznego c-di-GMP w odpowiedzi na sygnały zewnętrzne takie jak wysoki poziom reaktywnych form tlenu, wzmaga produkcję egzopolisacharydu. Białka cytoplazmatycznej syntazy błonowo-celulozowej (Bcs) należą do rodziny GT2 i składają się z trzech podjednostek (BcsA, BcsB i BcsC). Biosynteza celulozy polega na polimeryzacji prekursorów cukru nukleotydowego UDP-glukozy. BcsA koduje katalityczną podjednostkę syntazy celulozy i wiąże UDP-glukozę w celu przedstawienia monomerów do polimeryzacji. Za polimeryzacje i transport powstającego egzopolisacharydu odpowiedzialna jest podjednostka BcsB, posiadająca domeny peryferyjne homologiczne do domen wiążących węglowodany CBD (z ang. carbohydrate-binding domain) oraz domena GT i helisa TM podjednostki BcsA. BcsB reprezentuje podjednostkę regulatorową kompleksu syntazy, podczas gdy funkcje BcsC i BcsD nie są dokładnie poznane. BcsC przypisano rolę białka tworzącego pory w celu umożliwienia wydzielania celulozy, podczas gdy BcsD wydaje się być zaangażowany w niekontrolowany proces krystalizacji nanobryłek celulozy. Eksport dojrzałego polimeru z komórek wymaga zestawu rusztowań białek/domen, zazwyczaj składających się z domeny TPR i β-baryłki poryny.

### Szlak zależny od enzymów zewnątrzkomórkowych
Kolejnym szlakiem syntezy homopolisacharydów jest synteza zależna od enzymów zewnątrzkomórkowych. Cząsteczka disacharydu jest początkowo przekształcana w monosacharyd, a następnie przenoszona do rosnącego łańcucha polisacharydowego. Hydroliza cukru powoduje uwolnienie energii, która jest wykorzystywana do katalitycznego przeniesienia reszty cukrowej do rosnącego homopolisacharydu. Polimeryzacja zachodzi w środowisku pozakomórkowym i jest niezależna od centralnego, komórkowego metabolizmu węgla. Proces przenoszenia monosacharydu do cząsteczki akceptorowej jest katalizowany przez glukozylotransferazę (glukansukrazę).
Glukozylotransferazy wykorzystują sacharozę lub związki skrobi do wytwarzania szeregu egzopolisacharydów związanych wiązaniem α, podczas gdy fruktozylotransferazy do syntezy fruktanów połączonych wiązaniem β. Enzymy te przypominają hydrolazy glikozydowe z rodzin GH13 i GH70 i katalizują reakcje transglikozylacji. Są dużymi enzymami (120–220 kDa) posiadającymi zmienną domenę N-końcową. Domeny katalityczne zawierają trzy elementy strukturalne (A-C). W domenie A występują unikalne dla tych enzymów motywy (IV i V) najprawdopodobniej odpowiedzialne za przeniesienie egzopolisacharydu poza miejsce syntezy. Na spektrum powiązań w powstałych polimerach, jak również na ich wielkość mają wpływ mutacje w miejscach łączenia akceptorów.
Przykładem egzopolisacharydu syntetyzowanego tą drogą jest dekstran. Dekstransukraza jest kodowana przez gen dsrS, a jej ekspresja jest indukowana obecnością sacharozy. Enzym ten jest glukansukrazą należącą do grupy hydrolaz glikozydowych i stanowi kluczowy enzym w syntezie dekstranu, który jest wydzielany i kotwiczony do ściany komórkowej. Katalizuje hydrolizę wiązania glikozydowego w sacharozie i przenoszenie glukozy na redukujący koniec kowalencyjnie związanego łańcucha węglowodanowego przez mechanizm wstawiania, który opiera się na dwóch oddzielnych miejscach katalitycznych w tym samym miejscu aktywnym. Energię potrzebną do reakcji przeniesienia glukozy wytwarza hydroliza wiązania glikozydowego.

### Szlak wzx/wzy
Synteza heteropolisacharydów ze względu na ich zróżnicowany skład przebiega z wykorzystaniem bardziej złożonych szlaków, takich jak wzx/wzy czy ABC.
Zarówno u bakterii Gram-ujemnych, jak i Gram-dodatnich, większość egzopolisacharydów, a zwłaszcza heteropolisacharydów produkowanych jest poprzez szlak wzx/wzy. Kluczowymi składnikami tego szlaku są integralna membrana wewnętrzna Wzx flipaza, polimeraza Wzy i białko regulatora długości łańcucha Wzz. W biosyntezie, jednostki powtarzalne są dołączane przy użyciu cytozolowych substratów nukleotydowych cukru i nośnika lipidowego fosforanu undekaprenylu (Und-P) osadzonego w dwuwarstwowej membranie. Synteza jednostek Und-PP jest inicjowana przez fosfoglikozylotransferazę (PGT, z ang. phosphoglycosyl transferase) i uzupełniona przez GTF.
Synteza rozpoczyna się zazwyczaj od przeniesienia cukru-1-P z cukru UDP do cząsteczki fosforanu undekaprenylu (Und-P) w wewnętrznej części błony wewnętrznej w celu utworzenia cząsteczki cukru Und-PP. Enzymy kotwiczące dzieli się szeroko na dwie grupy: heksozo-1-fosforanowe transferazy poliizoprenylofosforanu (PHPTs, z ang. polyisoprenyl-phosphate hexose-1-phosphate transferases) lub N-acetyloheksozamino-1-fosforanowe transferazy poliizoprenylofosforanu (PNPTs, z ang. polyisoprenyl-phosphate N-acetylhexosamine-1-phosphate transferases). Następnie łańcuch polisacharydowy jest wydłużany pod wpływem działania specyficznych glikozylotransferaz (GTF), które syntetyzują powtarzalną jednostkę polisacharydu po stronie cytoplazmatycznej. Jednostki Und-P są transportowane do zewnętrznej powierzchni membrany przez transporter należący do rodziny białek MOP (z ang. multidrug/oligosaccharidyl-lipid/polysaccharide), często określana jako Wzx, gdzie egzopolisacharyd niepowiązany z U-PP jest następnie wydłużany przez dodanie powtarzających się jednostek przez polimerazę Wzy.

### Szlak ABC
Szlak ABC (z ang. ATP-binding cassette transporter) to ścieżka zależna od transportera ATP, którą tworzą białka peryplazmatyczne, białka PCP (z ang. polysaccharide co-polymerase) i OPX (z ang. outer membrane polysaccharide export). Szlak ten jest zaangażowany głównie w syntezę egzopolisacharydów kapsułkowych (CPS, z ang. capsular polysaccharide). Wyróżnia się dwie strategie syntezy zależne od transportera ABC. Pierwsza z nich to sprzężona synteza i eksport egzopolisacharydu. Druga strategia to oddzielna synteza i eksport polimeru przez nieredukującą terminalną modyfikację polisacharydu Und-P, która kończy przedłużanie łańcucha. Tutaj terminator dyktuje długość łańcucha węglowodanowego i służy jako sygnał eksportowy rozpoznawany przez transporter ABC.
Kompleks pomp znajdujący się w błonie komórkowej pomaga w eksporcie powstałego polimeru przez błonę wewnętrzną i w przeniesieniu na powierzchnię komórki. Szlak ten również wykorzystuje GTF w tworzeniu polisacharydów przed ich wyeksportowaniem z cytoplazmy. Liniowe egzopolisacharydy są uzupełniane na łączniku Und-P na granicy membrany cytozolowej poprzez działanie GT i enzymów polimeryzujących [18]. Reakcje polegające na wiązaniu ATP i depolimeryzacji (hydrolizie) w domenie nukleotydowej NBD (z ang. nucleotide-binding domain) wywołują zmiany konformacyjne na znajdującym się w błonie zewnętrznej heterooligomerowym kompleksie tworzonym przez białka eksportowe (OPX) i kopolimerazę polisacharydową (PCP). To właśnie dynamika syntezy w tym szlaku jest przyczyną obserwowanej różnorodności funkcjonalnej i chemicznej egzopolisacharydów.

## Zastosowanie
Egzopolisacharydy ze względu na rosnące zapotrzebowanie na naturalne polimery znalazły szerokie zastosowanie w wielu gałęziach gospodarki, takich jak przemysł spożywczy, chemiczny, rolniczy, tekstylny, kosmetyczny, farmaceutyczny, medyczny, a także w ochronie środowiska czy przy oczyszczaniu ścieków.
Pierwszym odkrytym tego typu związkiem był dekstran, który znalazł zastosowanie w XIX wiecznej medycynie jako środek zwiększający objętość osocza. Obecnie egzopolisacharydy bada się pod kątem wielu różnych zastosowań w dziedzinie medycyny, ponieważ są biokompatybilne i pozornie nietoksyczne. Wykorzystuje się je jako rusztowania lub matryce w inżynierii tkankowej, w charakterze transporterów leków lub opatrunków na rany. Obecnie sprzedaje się wiele produktów handlowych wykorzystujących te naturalne polimery. Przykładem jest preparat przeciwjaskrowy na bazie gellanu sprzedawany pod nazwą handlową Timoptic XE lub Blocadren depot czy Biolon, czyli środek stosowany w leczeniu zaćmy zawierający kwas hialuronowy. Ponad to dzięki zdolności do tworzenia hydrożeli, dużej liczbie grup aktywnych i szerokiemu zakresowi mas cząsteczkowych egzopolisacharydy mogą być wykorzystywane w systemach dostarczania leków, które pozwalają kontrolować uwalnianie substancji leczniczej, a tym samym zwiększają skuteczność terapii. Egzopolisacharydy wykazują także wiele właściwości antyoksydacyjnych, antykancerogennych (przeciwnowotworowych), probiotycznych czy obniżających poziom cholesterolu. Potwierdzono, że egzopolisacharydy wytwarzane przez bakterie mlekowe zmniejszają poziom cholesterolu poprzez zwiększenie wydalania kwasów żółciowych.
Egzopolisacharydy stosowane są również w przemyśle spożywczym jako stabilizatory, emulgatory, środki żelujące lub wiążące wodę oraz środki zwiększające lepkość. Najbardziej rozpowszechnionym egzopolisacharydem w tej gałęzi przemysłu jest guma gellan, która zapewnia produktom odpowiednie, kontrolowane uwalnianie aromatu w szerokim zakresie pH, poprawiając przy tym teksturę i ich fizyczną stabilność. Znaczące zastosowania mają egzopolisacharydy w produkcji produktów mleczarskich, takich jak np. sery. Przy wykorzystaniu mikroorganizmów wytwarzających te polimery otrzymane produkty charakteryzują się odpowiednią konsystencją, teksturą, a także odpowiednim stopniem miękkości i wilgotności. Co więcej, niektóre z egzopolisacharydów używane są jako substytuty komercjalnych dodatków do żywności. Przykładem jest pullulan, który może zastępować żelatynę czy kurdlan zastępujący agar stosowany do produkcji chociażby galaretek. W piekarnictwie i cukiernictwie ze względu na brak smaku, zapachu oraz nietoksyczność stosowany jest dekstran. Poprawia on miękkość, konsystencję i zwiększa objętość ciasta. Ponad to w wyrobach cukierniczych uniemożliwia on krystalizację, a także zwiększa lepkość i utrzymuje smak.
Egzopolisacharydy znalazły zastosowanie również w ochronie środowiska. Polisacharydy pozakomórkowe produkowane przez cyjanobakterie dzięki obecności na swojej powierzchni kilku ujemnych grup funkcyjnych mogą chelatować naładowano dodatnio jony metali ciężkich, dlatego też mogą być wykorzystywane do usuwania ich np. ze ścieków.
Egzopolisacharydy odgrywają także ogromną rolę w przemyśle rolniczym hamując interakcje pomiędzy roślinami a patogenami roślinnymi oraz zwiększając biodostępność składników pokarmowych dla roślin poprzez usuwanie węglowodorów poliaromatycznych i metali ciężkich. Mogą również być stosowane przy rekultywacji gleby, a także jako środki powierzchniowo czynne do formulacji pestycydów.